# Halowe Mistrzostwa Europy w Lekkoatletyce 2011
31. Halowe Mistrzostwa Europy w Lekkoatletyce – zawody lekkoatletyczne, które odbyły się w Paryżu między 4 a 6 marca 2011. Areną zmagań sportowców była hala Palais Omnisports de Paris-Bercy. Nad organizacją mistrzostw czuwała Fédération Française d'Athlétisme oraz European Athletics. Francja już po raz piąty gościła uczestników halowych mistrzostw Europy – poprzednio zawody tej rangi odbyły się w tym kraju (także w Paryżu) w roku 1994. Gospodarza mistrzostw Rada European Athletics wybrała w czasie posiedzenia na Malcie w październiku 2007 – kontrkandydatami Paryża były Lipsk oraz Göteborg.
W zawodach miało wziąć udział 49 spośród 50 reprezentacji zrzeszonych w European Athletics – wszystkie z wyjątkiem Liechtensteinu. Ostatecznie na listach zgłoszonych zawodników, które opublikowano 28 lutego, znalazło się 630 sportowców (346 mężczyzn i 284 kobiety) z 46 krajów.
Poziom wyników uzyskanych podczas mistrzostw był zdecydowanie najwyższy spośród halowych mistrzostw Europy rozegranych w XXI wieku.

## Absencje
Mistrzowskich tytułów z 2009 nie obronili kontuzjowani: polski kulomiot Tomasz Majewski, belgijska płotkarka Eline Berings, niemiecka skoczkini wzwyż Ariane Friedrich, estońska skoczkini w dal Ksenija Balta i francuski płotkarz Ladji Doucouré. W mistrzostwach nie wzięli udziału także: niemiecka kulomiotka Petra Lammert, która ogłosiła w 2010 zakończenie kariery sportowej oraz rosyjski średniodystansowiec Jurij Borzakowski. Ze startu w stolicy Francji wycofały się także dwie czołowe rosyjskie skoczkinie o tyczce – Swietłana Fieofanowa oraz Jelena Isinbajewa (oficjalnie nieobecność drugiej zawodniczki uargumentowano chorobą). Kontuzja kostki wykluczyła ze startu w zawodach – planującą we Francji pobicie rekordu świata w pięcioboju – reprezentantkę Wielkiej Brytanii Jessicę Ennis.

## Rezultaty
| WR – rekord świata \| ER – rekord Europy \| CR – rekord mistrzostw \| NR – rekord kraju                          |
| SB – najlepszy wynik w sezonie \| EL – najlepszy tegoroczny wynik na listach europejskich \| PB – rekord życiowy |

### Mężczyźni
| Konkurencja:                          | 1. miejsce                                                             | Rezultat     | 2. miejsce                                                                     | Rezultat     | 3. miejsce                                                               | Rezultat     |
| Bieg na 60 m (szczegóły)              | Francis Obikwelu                                                       | 6,53 EL      | Dwain Chambers                                                                 | 6,54 SB      | Christophe Lemaitre                                                      | 6,58         |
| Bieg na 400 m (szczegóły)             | Leslie Djhone                                                          | 45,54 EL NR  | Thomas Schneider                                                               | 46,42        | Richard Buck                                                             | 46,62        |
| Bieg na 800 m (szczegóły)             | Adam Kszczot                                                           | 1:47,87      | Marcin Lewandowski                                                             | 1:48,23      | Kevin López                                                              | 1:48,35      |
| Bieg na 1500 m (szczegóły)            | Manuel Olmedo                                                          | 3:41,03 SB   | Kemal Koyuncu                                                                  | 3:41,18 NR   | Bartosz Nowicki                                                          | 3:41,48      |
| Bieg na 3000 m (szczegóły)            | Mohamed Farah                                                          | 7:53,00      | Hayle İbrahimov                                                                | 7:53,32      | Halil Akkaş                                                              | 7:54,19      |
| Bieg na 60 m przez płotki (szczegóły) | Petr Svoboda                                                           | 7,49         | Garfield Darien                                                                | 7,56 =PB     | Adrien Deghelt                                                           | 7,57 PB      |
| Sztafeta 4 × 400 m (szczegóły)        | Francja · Marc Macédot · Leslie Djhone · Mamoudou Hanne · Yoan Décimus | 3:06,17 NR   | Wielka Brytania · Nigel Levine · Nick Leavey · Richard Strachan · Richard Buck | 3:06,46      | Belgia · Jonathan Borlée · Antoine Gillet · Nils Duerinck · Kévin Borlée | 3:06,57      |
| Skok wzwyż (szczegóły)                | Iwan Uchow                                                             | 2,38 =WL     | Jaroslav Bába                                                                  | 2,34 SB      | Aleksandr Szustow                                                        | 2,34 PB      |
| Skok o tyczce (szczegóły)             | Renaud Lavillenie                                                      | 6,03 WL NR   | Jérôme Clavier                                                                 | 5,76         | Malte Mohr                                                               | 5,71         |
| Skok w dal (szczegóły)                | Sebastian Bayer                                                        | 8,16 SB      | Kafétien Gomis                                                                 | 8,03 SB      | Morten Jensen                                                            | 8,00 SB      |
| Trójskok (szczegóły)                  | Teddy Tamgho                                                           | 17,92 WR     | Fabrizio Donato                                                                | 17,73 NR     | Marian Oprea                                                             | 17,62 SB     |
| Pchnięcie kulą (szczegóły)            | Ralf Bartels                                                           | 21,16 EL     | David Storl                                                                    | 20,75 SB     | Maksim Sidorow                                                           | 20,55        |
| Siedmiobój (szczegóły)                | Andrej Krauczanka                                                      | 6282 pkt. EL | Nadir El Fassi                                                                 | 6237 pkt. PB | Roman Šebrle                                                             | 6178 pkt. SB |

### Kobiety
| Konkurencja:                          | 1. miejsce                                                                           | Rezultat        | 2. miejsce                                                                           | Rezultat     | 3. miejsce                                                                  | Rezultat     |
| Bieg na 60 m (szczegóły)              | Ołesia Powch                                                                         | 7,13 =WL        | Marija Riemień                                                                       | 7,15 =PB     | Ezinne Okparaebo                                                            | 7,20         |
| Bieg na 400 m (szczegóły)             | Denisa Rosolová                                                                      | 51,73 PB        | Olesia Krasnomowec                                                                   | 51,80        | Ksienija Zadorina                                                           | 52,03        |
| Bieg na 800 m (szczegóły)             | Jennifer Meadows                                                                     | 2:00,50         | Linda Marguet                                                                        | 2:01,61      | Marilyn Okoro                                                               | 2:02,46      |
| Bieg na 1500 m (szczegóły)            | Jelena Arżakowa                                                                      | 4:13,78         | Nuria Fernández                                                                      | 4:14,04      | Jekatierina Martynowa                                                       | 4:14,16      |
| Bieg na 3000 m (szczegóły)            | Helen Clitheroe                                                                      | 8:56,66         | Lidia Chojecka                                                                       | 8:58,30      | Layeş Abdullayeva                                                           | 9:00,37      |
| Bieg na 60 m przez płotki (szczegóły) | Carolin Nytra                                                                        | 7,80 EL         | Tiffany Ofili                                                                        | 7,80 =EL NR  | Christina Vukicevic                                                         | 7,83 NR      |
| Sztafeta 4 × 400 m (szczegóły)        | Rosja · Ksienija Zadorina · Ksienija Wdowina · Jelena Migunowa · Olesia Krasnomowiec | 3:29,34 WL      | Wielka Brytania · Kelly Sotherton · Lee McConnell · Marilyn Okoro · Jennifer Meadows | 3:31,36      | Francja · Muriel Hurtis-Houairi · Lætitia Denis · Marie Gayot · Floria Gueï | 3:32,16      |
| Skok wzwyż (szczegóły)                | Antonietta Di Martino                                                                | 2,01            | Ruth Beitia                                                                          | 1,96 SB      | Ebba Jungmark                                                               | 1,96 PB      |
| Skok o tyczce (szczegóły)             | Anna Rogowska                                                                        | 4,85 =EL NR PB  | Silke Spiegelburg                                                                    | 4,75         | Kristina Gadschiew                                                          | 4,65         |
| Skok w dal (szczegóły)                | Darja Kliszyna                                                                       | 6,80            | Naide Gomes                                                                          | 6,79 SB      | Julija Pidłużna                                                             | 6,75 PB      |
| Trójskok (szczegóły)                  | Simona La Mantia                                                                     | 14,60 WL        | Olesia Zabara                                                                        | 14,45 SB     | Dana Velďáková                                                              | 14,39 SB     |
| Pchnięcie kulą (szczegóły)            | Anna Awdiejewa                                                                       | 18,70 EL        | Christina Schwanitz                                                                  | 18,65        | Josephine Terlecki                                                          | 18,09 PB     |
| Pięciobój (szczegóły)                 | Antoinette Nana Djimou                                                               | 4723 pkt. WL NR | Austra Skujytė                                                                       | 4706 pkt. SB | Remona Fransen                                                              | 4665 pkt. PB |

## Klasyfikacja medalowa
| Miejsce | Kraj            | Złoto | Srebro | Brąz | Razem |
| 1.      | Rosja           | 6     | 2      | 6    | 14    |
| 2.      | Francja         | 5     | 4      | 2    | 11    |
| 3.      | Niemcy          | 3     | 4      | 3    | 10    |
| 4.      | Wielka Brytania | 2     | 5      | 1    | 8     |
| 5.      | Polska          | 2     | 2      | 1    | 5     |
| 6.      | Czechy          | 2     | 1      | 1    | 4     |
| 7.      | Włochy          | 2     | 1      | 0    | 3     |
| 8.      | Hiszpania       | 1     | 2      | 1    | 4     |
| 9.      | Portugalia      | 1     | 1      | 0    | 2     |
| 9.      | Ukraina         | 1     | 1      | 0    | 2     |
| 11.     | Białoruś        | 1     | 0      | 0    | 1     |
| 12.     | Azerbejdżan     | 0     | 1      | 1    | 2     |
| 12.     | Turcja          | 0     | 1      | 1    | 2     |
| 14.     | Litwa           | 0     | 1      | 0    | 1     |
| 15.     | Belgia          | 0     | 0      | 2    | 2     |
| 15.     | Norwegia        | 0     | 0      | 2    | 2     |
| 17.     | Dania           | 0     | 0      | 1    | 1     |
| 17.     | Holandia        | 0     | 0      | 1    | 1     |
| 17.     | Rumunia         | 0     | 0      | 1    | 1     |
| 17.     | Słowacja        | 0     | 0      | 1    | 1     |
| 17.     | Szwecja         | 0     | 0      | 1    | 1     |